# Bernat Vilaplana
Bernat Vilaplana és un muntador i editor de cinema català. És conegut per les seves col·laboracions amb Juan Antonio Bayona i Guillermo del Toro. El seu treball a El laberinto del fauno (2006) li va valer un Goya al millor muntatge i la Medalla del CEC al millor muntatge. El seu treball a The Impossible (2012) fou premiat amb un Premi Gaudí al millor muntatge i un nou Goya al millor muntatge. El seu treball a Un monstre em ve a veure (2017) fou premiat novament amb un Gaudí, un Goya i un premi Platino, entre d'altres. Darrerament ha treballat a produccions de Hollywood com Jurassic World: El regne caigut, Hellboy II: L'exèrcit daurat i Crimson Peak.

## Filmografia
| Any  | Títol                           | Posició          |
| ---- | ------------------------------- | ---------------- |
| 2018 | Jurassic World: El regne caigut | Editor           |
| 2016 | Un monstre em ve a veure        | Editor           |
| 2015 | Crimson Peak                    | Editor           |
| 2012 | The Impossible                  | Editor           |
| 2008 | Hellboy II: L'exèrcit daurat    | Editor           |
| 2007 | La zona                         | Editor           |
| 2007 | Lo mejor de mí                  | Editor           |
| 2006 | El laberinto del fauno          | Editor           |
| 2004 | Morir en San Hilario            | Editor           |
| 2002 | Beyond Re-Animator              | Editor           |
| 2001 | Faust 5.0                       | Editor assistent |